# Kartular
Kartular (iz latinskega cartularium), imenovan tudi pancarta ali codex diplomaticus, je srednjeveška ali zgodnjenovoveška zbirka prepisov listin kakega prejemnika. Najstarejši ohranjeni kartular je iz Porenja iz 9. stoletja. Najkasnejši kartularji so iz 18. stoletja.
Kartular je lahko bil tudi oseba, ki je skrbela za te dokumente.

## Izvor in namen
Prejemniki dokumentov so po prejemu ustvarili kopijo, da bi preprečil poškodbe dragocenih izvirnikov, na primer zaradi pogoste uporabe. Prepisovalnice so bile hkrati namenjene  hitremu in natančnemu pregledu izvirnikov, kar je poenostavilo administrativno delo. Ne nazadnje je bil kapitular namenjena tudi preprečevanju izgube lastninskih pravic, na primer zaradi požara ali posledic vojne. Prepisi so bili zato pogosto notarsko overjeni. 
Že v zgodnjem srednjem veku so kopije svojih listin ustvarjali samostani. Kapitularji so zato odličen vir zgodnjesrednjeveških dokumentov, ki se v izvirniku niso ohranili. 
Prepisne knjige so bile v poznosrednjeveških in zgodnjenovoveških upravah arhivov sredstvo, ki je njim samim in morebitnim drugim uporabnikom arhiva omogočalo urejen pregled nad obstoječim fondom. Listine so bile v knjigah razvrščene praviloma po predmetu, vpisane s povzetkom besedila in pogosto že opremljene z registrom. 
Vpis v prepisno knjigo je bil po obliki podoben načinu izdelave vpisnika, v katerega se vpiše le pravno relevanten del listine, drugi deli listine pa se običajno izpustijo.
Veliko kartularjev srednjeveških samostanov in cerkva je bilo v celoti objavljenih.

## Seznam kartularjev
Seznam je nepopoln. 
- Kartularja iz Valpuesta: srednjeveška kartularja iz severne Španije.
- Hemmingov kartular:  dva kartularja, združena v Liber Wigorniensis. Prvi je bil sestavljen v Angliji okoli leta 1000, drugega pa je približno sto let kasneje sestavil Hemming. Kartularja sta zdaj v Britanski knjižnici.
- Kartular Windsheima, zbran med letoma 1421 in 1462 v Windsheimu, Nemčija.[4]
- Supetarski kapitular iz 12. stoletja, zbran v samostanu sv. Petra v Poljicah pri Splitu, Hrvaška.
- Kartular Óvile, zbran v samostanu sv. Marije Óvilske.[5]
- Liber feudorum maior, kapitular Aragonske krone iz 12. stoletja.
- Liber feudorum formae minoris, kartikular iz zgodnjega 13. stoletja,  nadaljevanje Liber feudorum maior.
- Liber instrumentorum memorialium, kartular gospodov Montpellierja iz zgodnjega 13. stoletja.
- Liber instrumentorum vicecomitalium, imenovan tudi Trencavelski kartular in Foixov kartular, francoska zbirka iz 13. stoletja.
- Liber feudorum Ceritaniae, kartular grofije Cerdanya iz 13. stoletja.
- Tropenellov kartular s posestva Thomasa Tropenella v zahodni Angliji, 15. stoletje.
- Chartularium Sithiense ali Kartular opatije svetega Bertina, napisan v latinščini; prvi del kartularje se pripisuje sv. Folquinu (umrl 14. decembra 855 v Esquelbequesu).
- Register sv. Osmunda, kartular iz 13. stoletja, ki pripada stolnici v Salisburyju.
- Textus Roffensis, zbran okoli leta 1123; prvi del je zbirka predvsem posvetnih dokumentov, napisanih v stari angleščini, medtem ko je drugi del kartular rochesterske stolnice, napisan v latinščini.

## Kartularios
V poznem Rimskem/Bizantinskem cesarstvu je bil kartularios upravni in davčni uradnik. V grški pravoslavni cerkvi se je njemu ustrezen položaj imenoval kartofilaks. Ta naziv se je v rimski cerkvi podeljeval uradniku, ki je skrbel za listine in dokumente v zvezi z javnimi zadevami. Kartular je namesto papeža predsedoval cerkvenim sodiščem. 